# Rocky River (Jack River)
Der Rocky River ist ein Fluss im östlichen Gippsland im Osten des australischen Bundesstaates Victoria.
Er entspringt bei  Murrungowar, fließt von dort in südwestlicher Richtung und mündet in den Jack River.